# Enrico Berlinguer
Enrico Berlinguer (MAF [berliŋ'gwɛr]) (posłuchaj wymowyⓘ) (ur. 25 maja 1922 w Sassari, zm. 11 czerwca 1984 w Padwie) – polityk włoski. Od 1972 do śmierci przywódca Włoskiej Partii Komunistycznej (WPK).
W czasie II wojny światowej walczył w ruchu oporu. Do WPK wstąpił w 1943. W 1972 został wybrany na sekretarza generalnego WPK. Krytyk radzieckiej polityki, sprzeciwiał się interwencji ZSRR podczas praskiej wiosny oraz wojnie w Afganistanie. Był zwolennikiem samodzielności zachodnioeuropejskich partii w ruchu komunistycznym. Współtwórca eurokomunizmu i koncepcji włoskiego „historycznego kompromisu”, czyli współpracy komunistów z chadekami.
W latach 1979–1984 był posłem do Parlamentu Europejskiego.
Zmarł w Padwie 11 czerwca 1984 roku, pochowany na Cmentarzu Flamińskim w Rzymie.